# Park Jin-young
Park Jin-young (hangul: 박진영; ur. 13 grudnia 1971), znany również pod pseudonimami J. Y. Park i The Asiansoul lub inicjałami JYP – południowokoreański piosenkarz, autor tekstów, producent płyt, dyrektor wykonawczy i sędzia telewizyjnych reality show. Park stał się gwiazdą jako piosenkarz po wydaniu swojego debiutanckiego albumu z 1994 roku, Blue City.
W 1997 roku został założycielem JYP Entertainment, jednej z najbardziej dochodowych agencji rozrywkowych w Korei Południowej. Jako szef JYP Entertainment, Park opracował i zarządzał odnoszącymi sukcesy artystami K-pop, takimi jak Rain, Wonder Girls, 2PM, Miss A, Got7, Day6, Twice, Stray Kids i Itzy, a także z chińskim boysbandem Mandopop Boy Story i J-popową grupą NiziU.

## Młodość i wykształcenie
Park urodził się w Seulu. Jego ojciec był korespondentem prasowym z siedzibą w USA. W wieku 9 lat Park przeprowadził się z matką do Nowego Jorku po przeniesieniu ojca. Mieszkali tam przez trzy lata, zanim Park wrócił do Seulu na liceum. Później uczęszczał na Uniwersytet Yonsei, w którym to czasie wydał swoje pierwsze dwa albumy. Ukończył studia licencjackie z geologii w 1996 roku. Ma starszą siostrę.

## Kariera
Park pierwotnie zadebiutował w trzyosobowym boysbandzie „Park Jin Young and the NG (New Generation) (박진영과 신세대)”, z producentem Kim Soo-chul i członkami Cho Hye-sung i Yoon Tae-jin. Ich pierwszy album „Floating time (떠도는 시간)” nie odniósł sukcesu. Znany Park w koreańskim przemyśle muzycznym zaczął być w 1994 roku, kiedy zadebiutował jako artysta solowy piosenką „Don’t Leave Me” (날 떠나지마) z albumu Blue City.
W tym okresie poznał kompozytora i wieloletniego współpracownika Banga Si-hyuka. W 1997 roku Park założył swoją wytwórnię i agencję JYP Entertainment, znaną wówczas jako Tae-Hong Planning Corp (대홍기획).
W tym samym roku otrzymał od EBM (obecnie SidusHQ) zadanie przygotowania członków swojej grupy projektowej do debiutu; pięcioosobowy akt został ostatecznie nazwany g.o.d i zadebiutował dwa lata później.
Sukces g.o.d jako jednej z najpopularniejszych i najlepiej sprzedających się grup w kraju na początku 2000 roku jeszcze bardziej ugruntował reputację Banga i Parka jako twórców hitów.

## Nagrody
| Rozdzanie nagród        | Rok  | Kategoria            | Nominacja za          | Rezultat | Ref.   |
| ----------------------- | ---- | -------------------- | --------------------- | -------- | ------ |
| Golden Disc Awards      | 2016 | Digital Bonsang      | „Who’s Your Mama?”    | Wygrana  | [ 17 ] |
| Mnet 20's Choice Awards | 2012 | 20's Do Don’t        | Park Jin-young        | Wygrana  | [ 18 ] |
| Mnet Asian Music Awards | 2001 | Best R&B Performance | „I Have a Girlfriend” | Wygrana  | [ 19 ] |
| Mnet Asian Music Awards | 2009 | Best Asian Composer  | „Nobody”              | Wygrana  | [ 20 ] |
| Mnet Asian Music Awards | 2015 | Best Male Artist     | Park Jin-young        | Wygrana  | [ 21 ] |
| Mnet Asian Music Awards | 2015 | Best Producer        | Park Jin-young        | Wygrana  | [ 21 ] |